# Малко-Асеново
Ма́лко-Асе́ново (болг. Малко Асеново) — село в Хасковській області Болгарії. Входить до складу общини Димитровград.

## Населення
За даними перепису населення 2011 року у селі проживали 120 осіб, усі — болгари.
Розподіл населення за віком у 2011 році:
Динаміка населення: